# Cargolet gegant
El cargolet gegant (Campylorhynchus chiapensis) és un ocell de la família dels troglodítids (Troglodytidae).

## Hàbitat i distribució
Habita la selva pluvial i zones amb matolls de les terres baixes del vessant del Pacífic de Mèxic, a Chiapas.